# Toboliu
Toboliu (in ungherese Vizesgyán) è un comune della Romania di 2 088 abitanti, ubicato nel distretto di Bihor, nella regione storica della Transilvania.
Il comune, posto al confine con l'Ungheria, è formato dall'unione di 2 villaggi: Cheresig (in ungherese Körösszeg) e Toboliu.
Il comune è stato creato nel 2008 staccandosi dal comune di Girișu de Criș.